# Kidflix
Kidflix — сервис в даркнете, на котором с 2021 по 2025 год размещалась детская порнография. Он был создан неназванным киберпреступником в 2021 году. Kidflix был одной из крупнейших платформ для педофилов в мире, около 1,8 миллиона пользователей по всему миру зарегистрировались на Kidflix в период с апреля 2022 года по март 2025 года.
Kidflix прекратил свою деятельность 11 марта 2025 года в рамках международной операции «OP Stream» против распространения материалов о сексуальном насилии над детьми в интернете. Они также изъяли 72 000 незаконных видеороликов с сайта и личную информацию его пользователей, что привело к арестам 1400 подозреваемых по всему миру.